# 21628 Lucashof
21628 Lucashof è un asteroide della fascia principale. Scoperto nel 1999, presenta un'orbita caratterizzata da un semiasse maggiore pari a 2,4168273 UA e da un'eccentricità di 0,1969744, inclinata di 0,22674° rispetto all'eclittica.